# Башкирское спутниковое телевидение
Башки́рское спу́тниковое телеви́дение (баш. Башҡортостан юлдаш телевидениеһы) — информационно-развлекательный телеканал Республики Башкортостан. Является сетевым партнером телеканала ОТР.

## История
В декабре 2001 года создано Государственное унитарное предприятие «Телерадиовещательная компания „Башкортостан“» Республики Башкортостан (ГУП «ТРК „Башкортостан“» РБ) в целях реализации Указа Президента РБ М. Г. Рахимова «О создании ОАО „Спутниковые телекоммуникации Башкортостана“».
23 августа 2002 года на частоте канала «БТВ» начинает работу 18-часовой республиканский спутниковый канал телевидения — БСТ. Первоначально вещал утром и вечером, а дневное время отдавал телеканалу «ТНТ». Первой передачей телеканала была интерактивная развлекательная программа «В добрый путь, спутниковый телеканал!».
7 июня 2004 года сетевым партнёром БСТ становится телеканал «РБК».
1 сентября 2007 года БСТ отказывается от сетевых партнёров и начинает полноценное вещание.
В 2010 году БСТ преобразовано в Башкирское спутниковое телевидение с новыми программами, концепцией и ведущими (де-факто телеканал так именовался с самого начала вещания).
С 1 мая 2013 года телеканал перешёл на круглосуточное вещание.
С 17 октября 2016 года телеканал вещает в широкоэкранном формате 16:9.
Решением Федеральной конкурсной комиссии по телерадиовещанию от 22 февраля 2017 года телеканал выбран обязательным общедоступным региональным телеканалом («21-я кнопка») Республики Башкортостан.
С 5 декабря 2019 года телеканал БСТ вещает в рамках врезок на телеканале «ОТР» (ежедневно с 6:00 до 9:00 и с 17:00 до 19:00).
11 октября 2020 года главный телеканал республики представил новый логотип и новое оформление.
Телеканал «БСТ» смотрит более 6 миллионов зрителей спутниковых и кабельных (без учёта вещания в сети Интернет) сетей. Зрителями являются не только жители Республики Башкортостан, но и соседние регионы России — Татарстан, Свердловская, Челябинская, Оренбургская области.
Башкирское спутниковое телевидение переходит на цифровое вещание. Телепрограммы БСТ доступны в телевизорах нового поколения — Smart TV, работают приложения гаджетов на платформе Android и iOS.
В эфире телеканала выходит более 50 программ различных жанров и направлений: политика, экономика, культура и искусство, социальная сфера, развлекательные и интерактивные проекты. В фонде БСТ огромное количество архивного материала различных программ, фильмов — от классики советского кино и кинопродукции Башкортостана до последних мировых новинок, которые не просто хранятся, а уже переводятся на электронные носители, чтобы сохранить культурное наследие региона.

## Структура вещания
Вещание осуществляется на русском и башкирском языках, а также на языках других народов Башкирии.
Программы, наполняющие эфир, создаются в главной редакции информационных программ, главной редакции общественно-политического вещания (творческое объединение общественно-политических и социально-экономических программ, межрегиональных и межнациональных программ), главной редакции утреннего и дневного вещания, главной редакции художественного вещания.

### Новостная программа
Главная редакция информационных программ «Ватан» является преемником информационных программ «Башкортостан» и «Панорама», ставших историей информационного вещания Башкирского телевидения. Ведётся работа по расширению сети корреспондентских пунктов. Основу вещания «Ватан» составляют информационные выпуски программ «Новости БСТ» и «Итоги недели», как на русском, так и на башкирском языке.
11 мая 2012 года на «БСТ» был запущен в эксплуатацию новый ньюсрум — телевизионный комплекс, где производство сюжетов полностью основано на безленточных технологиях (программа Cinegy). 
Автоматизированная система позволила сократить время подготовки материала к эфиру и избежать ошибок в длинных производственных цепочках «ручного» труда. Данные обмениваются путём применения высокоскоростных оптических сетей, которые не допускают зависания и перегрузки системы.
С октября 2011 года выпуски новостей на русском и башкирском языке выходят каждый час. Первый эфир в семь утра, последний в 22 часа 30 минут. За год, по данным TNS Россия, среднесуточная доля канала с 2,77 увеличилось до 3,41. При этом рейтинг новостей вырос в полтора раза.

### Национальные программы
На сегодняшний день эфир канала наполняют три религиозные программы. «Йома» — проект — долгожитель Башкирского телевидения. В эфир выходит с 1991 года. Каждую пятницу программа знакомит зрителей с мусульманской культурой, традициями и заповедями. А вот события, проблемы и злободневные вопросы нашли своё отражение в программе «Аль-Фатиха».
Помимо исламской религии, телеканал имеет в арсенале программу «Дорога к храму», в которой говорится о православных традициях и праздниках, событиях современной церковной жизни, о новостях Башкортостанской митрополии.

### Информационно-развлекательные программы
На протяжении многих лет работает утренняя программа «Салям». Программа выходит по будням с 7:00 до 10:00. В её эфире — утренние новости, музыкальные клипы и обзор культурно-развлекательных мероприятий города Уфы. Особенностью программы является то, что вещание идет на двух языках — башкирском и русском.
Так же программой для всех и каждого является проект «Бахетнамэ». Ведущие вместе с гостями программы обсуждают самые разнообразные темы — любовь, психология, домоводство, саморазвитие, дизайн и т. д.
Приготовлению различных блюд посвящена передача «Тамле». Каждую неделю гостями кулинарного проекта становятся известные люди — спортсмены, артисты, бизнесмены, политики, деятели культуры, писатели. Они делятся не только секретами приготовления фирменных блюд, но и своими новостями.
«Попкорм» — программа о новостях шоу-бизнеса, где зритель знакомится с самыми любопытными деталями светской хроники.

### Информационно-аналитические программы
Одной из самых популярных и рейтинговых программ этого раздела является «Уфимское времечко», выходящая в эфир с 2004 года. Каждый вторник и пятницу зрители могут окунуться в мир новостей без политики. Программа позиционирует себя как программа народных новостей, в которой есть место для обсуждения от личной жизни звезд до повышения цен. Единственное, что запрещено в программе — касаться темы политики.
Дайджест о событиях из жизни села зритель может узнать в программе «Живое село». Это не только агроновости, но и полезная информация и герои.
Местом для дискуссий стала программа «Телецентр». Эксперты программы — политики, экономисты, общественные деятели, ученые — поднимают самые острые общественно-политические вопросы и проблемы. В ней рассматривается широкий спектр мнений, которые касаются Вас и для Вас.
Обсуждение наболевших тем так же можно встретить в программе «Пятый угол». Это некий диспут-клуб, где встречаются собеседники с разными точками зрения.
Все новое — хорошо забытое старое. Такой направленности придерживается новый проект телеканала, выходящий в старом формате — «Телецентр. Послесловие с Азаматом Саитовым». Как и раньше, темами авторской программы являются знаковые события уходящей недели. Только теперь горячую тему в беседе с ведущим программы комментирует эксперт или персона, имеющие непосредственное отношение к событию.
«Дознание» — говорящее название программы. Ведущий программы — Ильдар Исангулов ведёт настоящее журналистское расследование, задавая самые неудобные вопросы. В программе можно узнать, как расходуется бюджетные средства, насколько эффективно работают в России, в Башкирии и т. д.

### Музыкальные программы
Необычным проектом канала в музыкальной сфере является шоу — игра «Дарман», выходящая на башкирском языке. Участники игры, а среди них и популярные певцы, звезды башкирской эстрады, соревнуются между собой в умении ярко и выразительно исполнять композиции.
Для любителей башкирских исполнителей канал предлагает программу «Мелодии души», которая собрала все самые лучшие выступления артистов.
«Свидание с джазом» ещё одна необычная программа в музыкальной области. Зрителям предлагается познакомится с джазовым прошлым Уфы, творческими встречами с музыкантами-современниками.
Для активных меломанов на телеканале периодически выходят концерты разных жанров и направлений. Программа посвящена конкурсам и фестивалям, так же в ней отражены самые яркие события Уфы и республики.

### Познавательные программы
Наиболее полной и разноплановой в то же время считается познавательная область программ.
Достижения, открытия российской и башкирской науки отражены в программе «Наука 102». Героями программы становятся ученые, инженеры, изобретатели — люди, которые меняют наш мир. Проект рассчитан на широкую аудиторию.
Узнать о самых красивых и загадочных местах Урала, аномальных зонах и удивительных природных сокровищах и не только, можно в программе «Следопыт». Опытный ведущий Булат Каримов вместе со съемочной бригадой преодолевает множество препятствий на глазах у зрителей.
Для желающих познакомится с историей Башкортостана, её традициями и современной жизнью, канал предлагает вниманию зрителей ряд программ. Программа «Башкорттар» рассказывает телезрителю не только прошлое народа, новости и истории жизни современников, а объединяет башкир, проживающих в республике и за её пределами.
Узнать историю Башкортостана так же можно в программе «Историческая среда». Каждую среду и воскресенье зрители без прикрас и купюр могут окунуться в прошлое республики.
О народах, традициях, обычаях, обрядах зрители, ко всему прочему, могут узнать в программе телеканала «Орнамент».
«Сокровищем» познавательных программ считается проект «Хазина», выходящая в эфир с 1991 года. Её ведущий, народный артист РБ — Юлай Гайнетдинов, рассказывает о народном башкирском творчестве — как древнем, так и современном. В студию программы приходят хранители духовных сокровищ башкирского народа — музыкальные деятели, танцоры, сказители республики.
Совершенно новым проектом канала является программа «Позывной барс», который рассказывает о том, как выжить в экстремальных условиях, как спасти себя и своих близких.
Не только познать, но и выучить. Канал предлагает вниманию зрителей программу «Учу башкирский язык». Каждую субботу в эфире канала участники осваивают башкирский язык.

### Публицистические программы
Узнать об интересных людях с удивительными судьбами, зритель может в программе «Замандаш». Представители разных профессий — спортсмены, бизнесмены, представители шоу-бизнеса, военные, пенсионеры и даже школьники — рассказывают в эфире программы свои необычные истории.
Так же свои тайны раскрывают успешные личности в эфире программы «История признаний». Это программа о самых сокровенных, секретах, мечтах и увлечениях наших современников.
Ещё одна программа — признания известных личностей — «Автограф». Отличительной особенностью программы является то, что секретами успешной жизни делятся представители именно творческой среды.
Необычным проектом канала, не претендующий на исторический анализ жизни республики, является программа «Наши годы». Проект посвящён памяти Булата Уразбаева, и сделанный на основе его разработок. В цикл входят субъективные заметки — воспоминания людей на период жизни республики 60-80-х годов.

### Спортивные программы
Спортивная редакция канала БСТ выполняет большой объём работ в плане освещения спортивной жизни в регионе. Телезрителям предлагаются прямые трансляции хоккейных, футбольных, волейбольных, мини-футбольных, гандбольных матчей, биатлонных гонок, боксерских турниров самого высокого уровня. В рамках ежедневных новостей выходит блок спортивной информации. На канале существуют передачи «Пофутболим?», «Время спорта», «Лучшие моменты игр „Салавата Юлаева“», «Лучше моменты игр ХК „Торос“», «Спортивные мероприятия».
Одна из самых популярных и рейтинговых программ на республиканском телевидении — прямые трансляции домашних матчей хоккейного клуба «Салават Юлаев», а в нынешнем телесезоне ещё и футбольной команды «Уфа», а также волейбольных матчей.

### Коммерческие проекты
Телеканал дарит возможность поздравить своих близких в программе «Дарю песню». Каждую субботу и воскресенье в эфире программы зрители передают приветы и поздравления даже тем, кто далеко от них.
Стать хозяином своей судьбы зрители могут вместе с программой «Бизнес сфера». Канал предоставляет возможность задать интересующий вопрос, который обсудят лучшие эксперты предпринимательства.
Узнать, как сделать правильный выбор, где проходят скидки и распродажи, тайны шопинга и секреты красоты — это и многое другое можно узнать в телепрограмме канала — «Полезные новости».
Подобного рода программа, но с более аналитической направленностью — «Деловой Башкортостан». В программе рассматривается, чем живёт республика сегодня — аналитика, прогнозы, инвестиции, тенденции рынка и многое другое.

### Программы телестудии «Тамыр»
Особую нишу занимают передачи детской телестудии «Тамыр». В её программах можно найти самые свежие школьные новости республики, страны и мира, фильмы-сказки, телепутешествия, общение со своими продвинутыми сверстниками и многое другое.
Телепередачи «Тамыра» транслируются с декабря 2010 года. На сегодняшний день в эфир выходит 23 телевизионные передачи: «Гора новостей», «Большой чемодан. Акустическое путешествие с ТРУБАдуром», «Хочу стать…», «ФиZра. Спортблок спецкора», «Әкиәт китабы», «Байтус», «Бауырһаҡ», «Вечер.com», «Городок АЮЯ», «Ғәләмәт донъя», «Зеркальце», «Йырлы кәрәҙ», «Царь горы», «Семәр», «Сулпылар», «Сәнгелдәк», «Цирк в 13 метров», "«Шатлыҡ йыры», «Фильмы-сказки студии Тамыр», «Вопрос+ответ=портрет», «Изобретариум», «Перекличка», «Ал да гөл».

## Техническое возможности
В активах телекомпании — 30 телевизионных журналистских комплексов (ТЖК), 28 аппаратных видеомонтажа (АМВ), 4 аппаратно-студийных блока (АСБ), 2 передвижные телевизионные станции (ПТС), Fly Way, система интерактивного голосования. Также построен и введен в строй аппаратно-студийный комплекс. Современная программируемая система студийного освещения, установленная в большой студии АСК. Спроектировано, закуплено и смонтировано новейшее цифровое оборудование аппаратно-студийного блока, позволяющее создавать информационные программы на уровне мировых стандартов.

## Радиовещание
В настоящее время государственное радиовещание республики представляют информационно-музыкальные каналы «Спутник FM» и «Юлдаш», культурный канал «Ашкадар». Транслируются передачи разного характера: политические и экономические новости, молодёжные, литературно-художественные, культурно-развлекательные проекты. Выпускаются программы, идущие параллельно в прямом эфире на радио и ТВ. «Юлдаш» (башк. — «попутчик», «спутник») как информационно-музыкальный канал ГУП ТРК «Башкортостан» стартовал 25 сентября 2000 года, и стал поистине «народным радио». Вещает на башкирском и татарском языках. Приоритетными являются общественно-политические и культурно-просветительские передачи «Даира», «Открытая студия», «Время и мы», «Писатель и время», «Наша семья», «В судьбах — история страны», «Сельские узоры» и многие другие.
Аудиоконтент доступен не только благодаря эфирной трансляции, а также через Интернет. Канал «Юлдаш» также представлен в основных социальных сетях, имеет свой веб-сайт, который посещают свыше 5 тысяч человек в день. На сайте имеется электронный архив, любой пользователь может найти интересующую его запись.
«Спутник FM» — единственный русскоязычный радиоканал с круглосуточным вещанием и стопроцентным региональным программированием. Охватывает своим сигналом не только территорию Башкортостана, но и приграничные районы соседних областей. В эфире преобладают (70 %) музыкальные передачи, за ними идут информационно-аналитические, просветительские и развлекательные. «Спутник FM» оперативный канал: до 90 % разговорного контента радиостанции составляет информация о событиях Уфы и Башкортостана.

## Школа-студия телерадиоскусства
При ГУП ТРК «Башкортостан» в 2005 году была создана образовательное учреждение — школа-студия телерадиоискусства (ШСТРИ). Основной идеей и целью по созданию такого рода школа при телеканале стала необходимость повышения профессионального мастерства сотрудников канала, а также подготовка профессиональных и конкурентоспособных молодых специалистов.
Школа-студия имеет инженерную лабораторию, аудиторию на 60 ученических мест. Образовательный процесс в школе-студии идет в течение учебного года. Краткосрочные курсы рассчитаны на 72, 36 часов обучения. Сроки, форма и тематика обучения определяются исходя из потребностей кадров и формирования группы. Успешно освоившие программу обучения в школе-студии телерадиоискусства получают документы государственного образца. Из их числа формируется резерв кадров для ГТРК.
В 2010 году Школа-студия телерадиоискусства прошла очередное государственное лицензирование на образовательную деятельность вплоть до 2016 года. В планах открытие «школы юного журналиста», организация подготовительных курсов для абитуриентов, дистанционное обучение, выпуск учебных пособий.

## Вещание
Эфирное вещание осуществляется на территории Башкортостана, Аргаяшского и Кунашакского районов Челябинской области.
Спутниковое вещание в формате MPEG-4 производится через спутники:
- Eutelsat 36B в кодировках DRE Crypt и Viaccess в платных пакетах «Триколор ТВ» и «НТВ-Плюс».
- Экспресс-80 в FTA-режиме в платных пакетах «Континент ТВ» и «Телекарта».
- Ямал-401 в FTA-режиме и вне пакетов.

Вещание также осуществляется по сетям кабельного телевидения порядка 60 операторов  Башкортостана  и всей России.
Региональные врезки на 9 кнопке с ОТР (Ежедневно с 06:00 до 09:00 и с 17:00 до 19:00)